# Jan Fiala
Jan Fiala (Slatinice, 1956. május 19. –) Európa-bajnoki bronzérmes csehszlovák válogatott cseh labdarúgó.

## Pályafutása

### Klubcsapatban
A pályafutása nagy részét a Dukla Prahában töltötte. 1975 és 1987 között a csehszlovák bajnokságot és a csehszlovák kupát is három alkalommal sikerült megnyernie. 1987-ben Franciaországba a Le Havre csapatához igazolt ahol egy szezont töltött. 1988 és 1991 között az FC Bourgesben játszott.

### A válogatottban
1977 és 1987 között 58 alkalommal szerepelt a csehszlovák válogatottban és 1 gólt szerzett. Részt vett az 1980-as Európa-bajnokságon és az 1982-es világbajnokságon. 

## Sikerei, díjai
Dukla Praha
- Csehszlovák bajnok (3): 1976–77, 1978–79, 1981–82
- Csehszlovák kupa (3): 1980–81, 1982–83, 1984–85

Csehszlovákia
- Európa-bajnoki bronzérmes (1): 1980

Egyéni
- Az év csehszlovák labdarúgója (1): 1982